# Tom Tancredo
Thomas Gerard Tancredo (* 20. prosince 1945) je americký politik, člen Republikánské strany a od roku 1999 do roku 2009 člen Sněmovny reprezentantů za stát Colorado. Je znám svým odporem k ilegální i legální imigraci, v zahraniční politice je zastáncem intervencionismu.
V roce 2007 byl jedním z kandidátů na republikánskou nominaci pro prezidentské volby v roce 2008, 20. prosince 2007 však ohlásil, že svou kandidaturu stahuje a doporučil svým sympatizantům podpořit Mitta Romneyho.
V roce 2010 kandidoval na guvernéra Colorada za Konstituční stranu. Kandidaturu přijal v reakci na vystupování kandidátů v republikánských primárkách, kterých se sám neúčastnil.